# Radio-Televizija Srbije
Radio-televizija Srbije (en ciríl·lic: PTC - Радио Телевизија Србије) és l'empresa de radiodifusió pública de Sèrbia, amb seu a Belgrad. Actualment gestiona quatre canals de ràdio, cinc canals de televisió (incloent el servei internacional) i un portal web multimèdia.
Els orígens de RTS es troben en Radiotelevisió de Belgrad (Radio-televizija Beograd), fundada el 1958 i part integral de la Ràdio Televisió Iugoslava. Poc després que s'iniciés la dissolució de Iugoslàvia, el govern de la República de Sèrbia va prendre el control de les radiodifusores de Belgrad, Pristina i Novi Sad per a crear una nova empresa estatal, la Radiotelevisió Sèrbia.
RTS és membre de la Unió Europea de Radiodifusió des de 2001.

## Història

### Radiotelevisió de Belgrad (1929-1992)
«Ràdio Belgrad» va començar la seva programació regular el 24 de març de 1929 com el primer canal radiofònic de Sèrbia, si bé les primeres emissions de ràdio a Sèrbia van tenir lloc l'1 d'octubre de 1924. De la mateixa manera, el 1938 ja es van fer algunes proves experimentals de televisió. Ràdio Belgrad es va desenvolupar amb normalitat fins al 6 d'abril de 1941, quan les seves instal·lacions van ser destruïdes durant el bombardeig de Belgrad per l'aviació alemanya en l'anomenada Operació Càstig. L'emissora va romandre sota influència alemanya durant tres anys, fins que els partisans iugoslaus de Josip Broz Tito van recuperar el control el 1944.
Durant l'època de la República Federal Socialista de Iugoslàvia, Ràdio Belgrad es va convertir en una de les emissores més influents del nou estat. I igual que altres radiodifusores, el govern federal va aprovar la posada en marxa d'un canal de televisió per a Sèrbia, «Televisió de Belgrad», dins de la Ràdio Televisió Iugoslava (JRT). Durant un breu temps va emetre en proves alguns continguts de la televisió de Zagreb, fins que el 23 d'agost de 1958 van començar les emissions regulars des de la Fira de Belgrad. Des de llavors la filial va passar a digués «Radiotelevisió de Belgrad» (Radio-televizija Beograd).
Dins de la JRT, la Radiotelevisió de Belgrad era un dels centres de producció que més continguts aportava, sent especialment populars els seus concursos, retransmissions esportives i informatius (Dnevnik). La cobertura de RTV Belgrad ja cobria tot el territori serbi en la dècada de 1970, per la qual cosa el govern iugoslau va aprovar el 1975 la creació de dues empreses independents per a Kosovo (RTV Pristina) i Voivodina (RTV Novi Sad). En aquest temps també es va desenvolupar un segon canal de televisió en color sota sistema PAL (TVB 2, 1971) i fins i tot un tercer per a joves (TVB 3, 1989).

### RTS a Iugoslàvia (1992-2001)

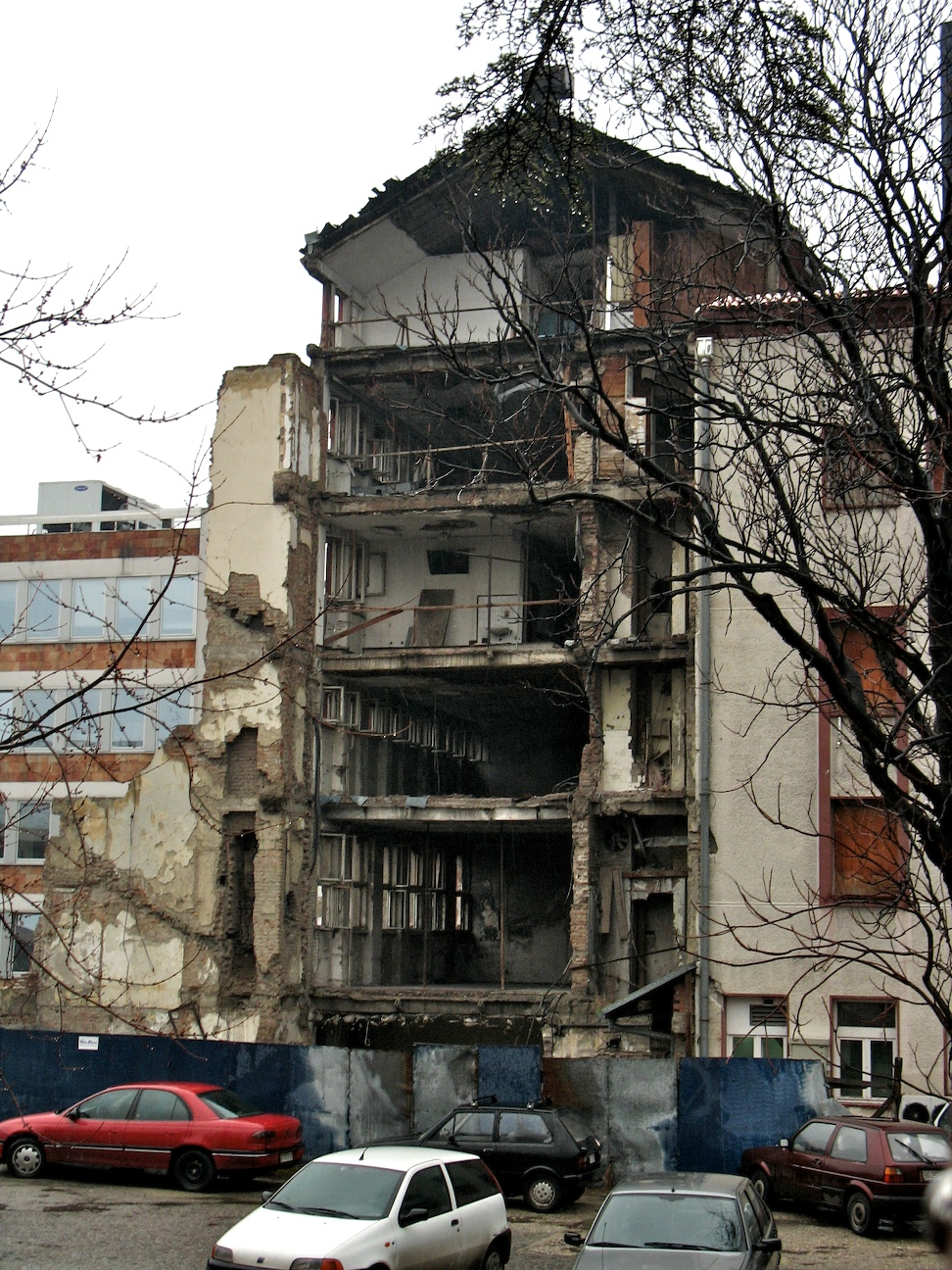
Seu de la RTS destruïda després dels bombardejos de l'OTAN (1999).

El futur d'RTV Belgrad va quedar marcat per dos esdeveniments: la dissolució de Iugoslàvia, que va suposar la desaparició de la Ràdio Televisió Iugoslava, i l'ascens al poder del serbi Slobodan Milošević. El nou dirigent de la República de Sèrbia, integrada en la República Federal de Iugoslàvia, va decidir unificar el 1992 les radiodifusores públiques de Belgrad, Pristina i Novi Sad en una companyia estatal, la «Radiotelevisió Sèrbia» (RTS, Radio-televizija Srbije). Durant aquesta època es van produir avanços com la implantació del teletext, la creació del departament gràfic i les emissions per satèl·lit a través del Eutelsat (1991).
La RTS va travessar una crisi aguda en la dècada de 1990 com a conseqüència de la falta de recursos econòmics, l'aparició de mitjans privats (Pink TV i B92) i sobretot la utilització política de l'empresa durant el mandat de Milošević, motiu pel qual molts periodistes van ser acomiadats. Les crítiques van augmentar durant la Guerra de Kosovo (1999); en virtut de la llei marcial, la RTS era l'únic mitjà autoritzat per a emetre informatius i els canals privats havien de connectar-se al seu senyal.
A la matinada del 23 d'abril de 1999, durant la campanya de bombardejos de l'OTAN sobre Iugoslàvia, la seu de la RTS a Belgrad va ser destruïda. Durant l'atac van morir 16 persones i va haver-hi 18 ferits, en bona part perquè el president de l'empresa, Dragoljub Milanović, va obligar els tècnics d'emissió a romandre en l'edifici per a formar un escut humà. El 2002, Milanović va ser condemnat per la justícia sèrbia a 10 anys de presó per no la seva decisió de no evacuar. Durant la resta del conflicte, el senyal públic va tenir serioses dificultats per a mantenir l'emissió.
Finalment, el 5 d'octubre de 2000 es van produir una seriï de protestes a Iugoslàvia que van posar fi a l'expulsió de Milošević del poder i el restabliment de la democràcia. La revolta va ser coneguda com a «revolució buldòzer» perquè un dels manifestants va utilitzar un buldòzer per irrompre per la força en la seu de la RTS a Belgrad. Durant uns dies el servei fou reanomenat Novi RTS.

### Situació actual

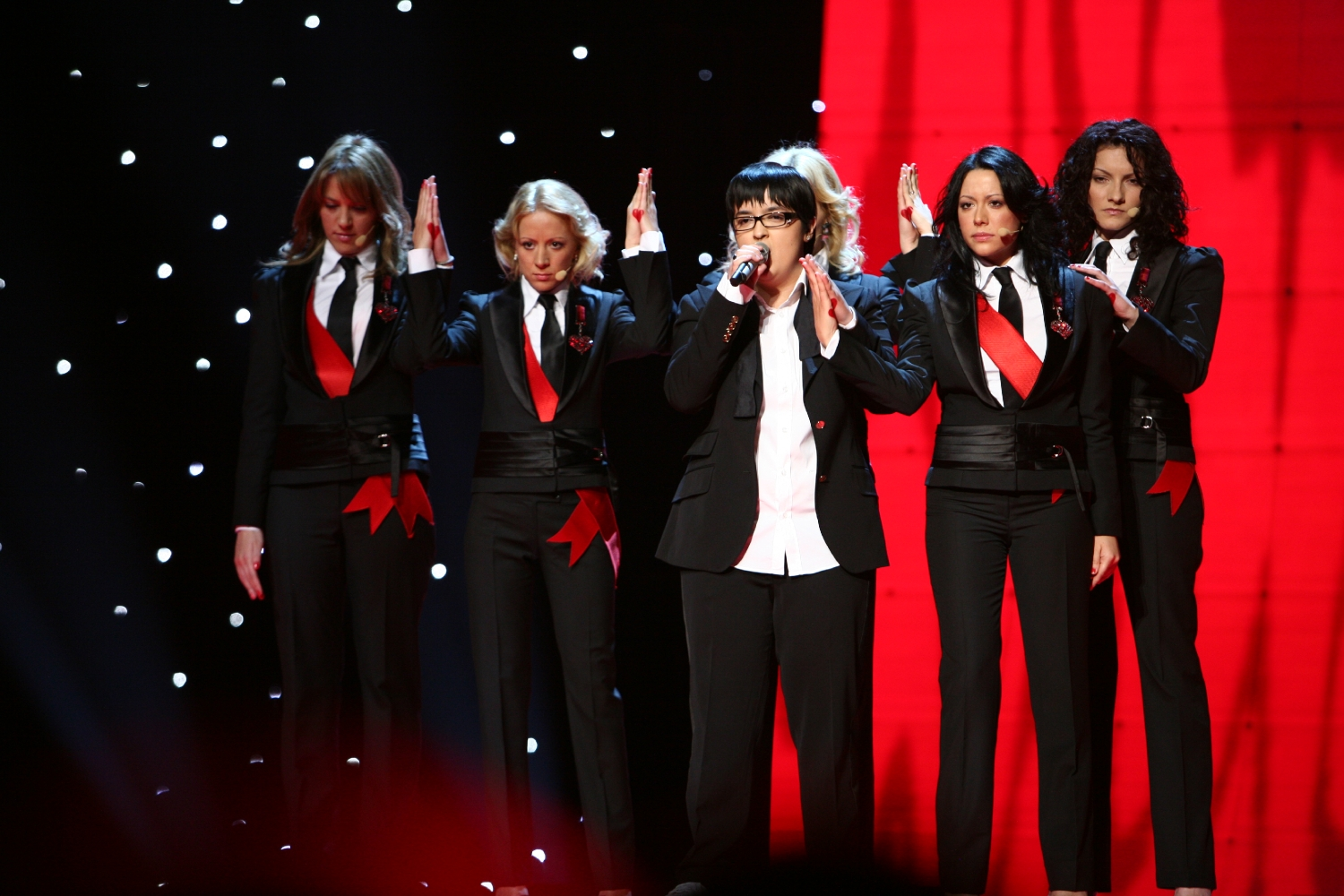
Marija Šerifović, guanyadora del Festival de la Cançó d'Eurovisió 2007.

Després de la caiguda de Milošević, el nou govern va establir una ambiciosa reforma de la RTS mitjançant una nova Llei Audiovisual, canvis en els serveis informatius i la recuperació de membres acomiadats durant l'etapa anterior. D'igual manera, s'havia creat un departament d'arxius audiovisuals per a recuperar i digitalitzar tots els documents danyats. Quant a les emissions en Kosovo, ara eren a càrrec d'una radiodifusora pròpia (RTV Kosovo) que havia estat fundada en 2001.
En 2001 la RTS es va convertir en membre, juntament amb la Ràdio Televisió de Montenegro (RTCG), de la Unió Europea de Radiodifusió. Amb el seu ingrés ja estaven tots els països de l'antiga Iugoslàvia.
L'estructura actual de la RTS data de 2006, any en què es va regularitzar el sector audiovisual serbi i es va produir la ruptura de Sèrbia i Montenegro. Pel que fa a la RTS, es va tancar el tercer canal de televisió i es va dividir l'empresa en dos ens públics: un per a la regió històrica de Sèrbia (RTS, ja existent) i un altre per a la província autònoma de Voivodina (Radio-Televizija Vojvodine).
Un dels esdeveniments més importants en la història de la nova RTS va ser la victòria en el Festival de la Cançó d'Eurovisió 2007 de Marija Šerifović amb Molitva gràcies al suport de la resta d'estats exyugoslaus, alguna cosa que va ser interpretat com una superació de conflictes passats a la regió. Sèrbia va organitzar la edició de 2008 a Belgrad i la RTS va començar a emetre en alta definició.
RTS va modificar la seva imatge corporativa el 23 d'agost de 2014.

## Serveis

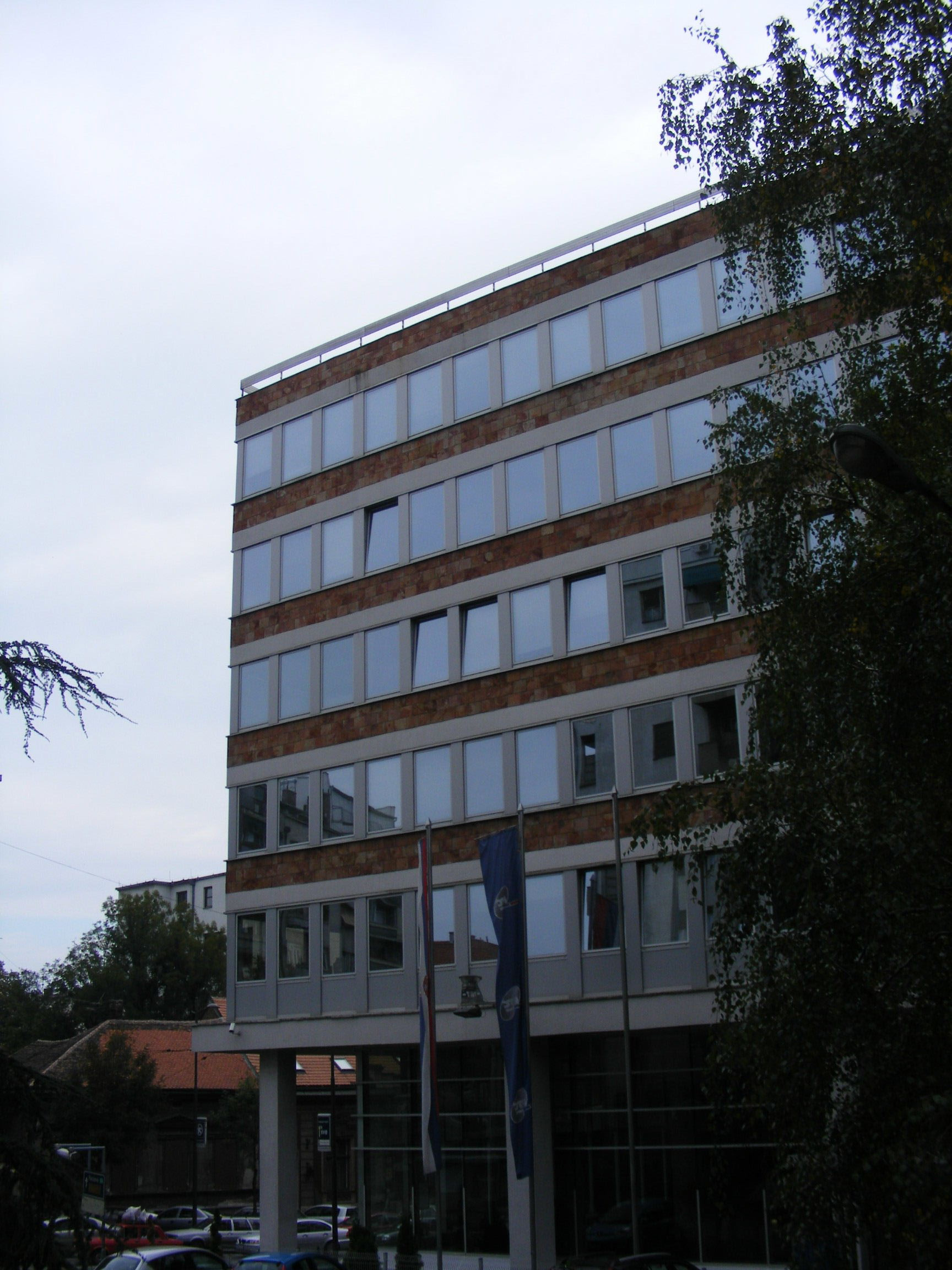
Seu de RTS a Belgrad.

### Ràdio
- Radio Beograd 1: Primera emissora de ràdio de Sèrbia, les emissions de la qual van començar el 1929. Ofereix una programació generalista.
- Radio Beograd 2: Emet des de les 05.00 fins a les 20.00 una programació cultural. Comparteix freqüència amb Radio Beograd 3.
- Radio Beograd 3: Emet en horari nocturn i està especialitzada en música clàssica, jazz i programes satírics. Comparteix freqüència amb Radio Beograd 2.
- Beograd 202 (BGD 202): Emissora juvenil i musical, enfocada especialment a Belgrad i la seva àrea metropolitana.

### Televisió
- RTS 1: Primer canal de televisió de Sèrbia. La seva programació és generalista i se centra en informatius, ficció, produccions estrangeres i esdeveniments especials.
- RTS 2: Segon canal amb programació de servei públic i espais alternatius.
- RTS 3: Canal dedicat a la cultura i arts escèniques, anteriorment anomenat RTS Digital.
- RTS HD: Senyal de RTS en alta definició. Llançat el 2009.
- RTS Svet: Versió internacional de RTS, dirigida a la diàspora sèrbia. Llançat el 1990, anteriorment anomenat RTS Satelit i RTS Sat.

A més, compta amb sis canals temàtics disponibles en IPTV.